# Llista d'episodis de Saint Seiya: el quadre perdut
Saint Seiya: el quadre perdut és una sèrie de televisió que es va estrenar en format OVA el 24 de juny de 2009 i que va acabar, de moment, en la seva segona temporada el 20 de juliol de 2011. Consta de dues temporades de 13 episodis cadascuna, fent-ne un total de 26. És realitzada per TMS Entertaiment. La sèrie és dirigida per Osamu Nabeshima i els personatges dissenyats per Yuko Iwasa.
La sèrie es va estrenar el 18 de novembre de 2011 al Canal 3XL.

## Temporades
|                       | Temporada         | Episodis | Any d'emissió | Any d'emissió |
| En japonès (original) | Temporada         | Episodis | En català     |               |
| --------------------- | ----------------- | -------- | ------------- | ------------- |
|                       | Primera Temporada | 1-13     | 2009 - 2010   | 2011 - 2012   |
|                       | Segona Temporada  | 14-26    | 2011          | 2012          |

## Episodis de la sèrie

### Primera Temporada
| # | Títol en català                                       | Data d'estrena al Japó | Data d'estrena a Catalunya |
| --- | ----------------------------------------------------- | ---------------------- | -------------------------- |
| 1 | La promesa Yakusoku (約束)                            | 24 de juny de 2009     | 18 de novembre de 2011     |
| Des de temps mitològics, té lloc una guerra santa en què la deessa Atenea i Hades s'enfronten cada dos-cents anys pel destí de la Terra. En Tenma, l'Alone i la Sasha, tres orfes que han crescut junts, s'acomiaden amb la promesa de tornar a reunir-se algun dia. Però els seus destins fan un gir inesperat que acaba unint-los tràgicament. Mentre l'impulsiu Tenma s'entrena per convertir-se en cavaller d'Atenea, el dolç i bondadós Alone descobreix que està destinat a convertir-se en la personificació d'Hades en aquesta era. És aleshores quan l'Alone comença la creació d'una pintura sense precedents, el quadre perdut, amb el qual vol portar la salvació al món. Quan la pintura cobreixi el cel, el món arribarà a la seva fi. |                                                       |                        |                            |
| 2 | Hades es desperta Hādesu kakusei (ハーデス覚醒)       | 24 de juny de 2009     | 25 de novembre de 2011     |
| |                                                       |                        |                            |
| 3 | Comença la Guerra Santa Seisen shidō (聖戦始動)       | 21 d'agost de 2009     | 2 de desembre de 2011      |
| Seguint les ordres del Santuari, un esquadró de combat format per Cavallers de Plata va a prendre contacte amb l'enemic. Algunes de les seves habilitats són equiparables a les dels Cavallers d'Or. |                                                       |                        |                            |
| 4 | La garlanda d'oracions Inori no hanawa (祈りの花輪)   | 21 d'agost de 2009     | 9 de desembre de 2011      |
| Una dona desconeguda apareix per emportar-se el cos del Pegàs i tornar-lo a la vida. L'Unicorn els acompanya a un regne misteriós. |                                                       |                        |                            |
| 5 | La rosa enverinada Doku bara (毒薔薇)                 | 21 d'octubre de 2009   | 16 de desembre de 2011     |
| En Minos, un dels tres jutges, arriba amb els seus sequaços a les portes del santuari de Peixos. L'Alfabica surt en defensa del temple per enfrontar-se a en Minos i el seu temible poder que converteix qualsevol enemic en un titella. |                                                       |                        |                            |
| 6 | El seguici funerari de flors Hana sōretsu (花葬列)    | 21 d'octubre de 2009   | 23 de desembre de 2011     |
| Continua la lluita a mort de l'Albafica de Peixos i en Minos. Després d'una intensa lluita, el cavaller daurat cau vençut aparentment i en Minos s'encaminarà a destruir la vida del poble del Santuari d'Atenea fins que apareix en Shion d'Aries per aturar-lo. Quan sembla tot perdut, torna a aparèixer l'Albafica que sacrificarà tot el seu poder còsmic de les roses per aconseguir vèncer el poderós Minos. |                                                       |                        |                            |
| 7 | Els fruits del sapinda Mokurenji no mi (木欒子の実)   | 23 de desembre de 2009 | 30 de desembre de 2011     |
| L'esperit d'en Tenma, en Yato i la Yuzuriha aniran a la recerca dels fruits del Sapinda i en el seu camí es trobaran amb el ca Cèrber i l'Hades. Prop del seu objectiu, en Yato i la Yuzuriha seran paralitzats per l'enigmàtic cavaller daurat Asmita de Verge. En Tenma s'haurà d'enfrontar amb aquest cavaller, que tindrà la mateixa força còsmica de Buda. |                                                       |                        |                            |
| 8 | Un dia de brisa Yoki kaze no hi (良い風の日)          | 23 de desembre de 2009 | 6 de gener de 2012         |
| |                                                       |                        |                            |
| 9 | L'estrella gegant Kyosei (巨星)                       | 23 de febrer de 2010   | 13 de gener de 2012        |
| |                                                       |                        |                            |
| 10 | L'adveniment Kōrin (降臨)                             | 23 de febrer de 2010   | 20 de gener de 2012        |
| |                                                       |                        |                            |
| 11 | Inabastable Mou todokanai (もう届かない)              | 21 d'abril de 2010     | 27 de gener de 2012        |
| |                                                       |                        |                            |
| 12 | El sacrifici insuportable Taenai gisei (耐えない犠牲) | 21 d'abril de 2010     | 3 de febrer de 2012        |
| |                                                       |                        |                            |
| 13 | Comença el viatge Tabidachi (旅立ち)                  | 21 d'abril de 2010     | 10 de febrer de 2012       |
| En Tenma, sentint-se culpable de la mort d'Aldebaran de Taure, decideix marxar del Santuari per evitar més vessament de sang però serà empresonat per Manigold de Càncer. Mentrestant, al castell d'Hades, la Pandora perdrà el seu control com també la seva confiança en benefici dels déus bessons Hypnos i Thanatos, que vetllaran perquè Hades enllesteixi el Quadre Perdut. Finalment, en Tenma, en Yato i la Yuzuriha es dirigiran cap al castell d'Hades. |                                                       |                        |                            |

### Segona Temporada
| # | Títol en català                                                                    | Data d'estrena al Japó | Data d'estrena a Catalunya |
| --- | ---------------------------------------------------------------------------------- | ---------------------- | -------------------------- |
| 14 | El bosc de la mort Shi no mori (死の森)                                            | 23 de febrer de 2011   | 17 de febrer de 2012       |
| En Tenma, en Yato i la Yuzuriha es dirigeixen cap al castell d'Hades, a Itàlia. En el seu camí es trobaran un bosc misteriós on seran atacats per una bandada d'ocells. Això farà separar el grup i en Tenma es retrobarà amb els seus antics amics de l'orfenat que creia morts. |                                                                                    |                        |                            |
| 15 | Si poguéssim tornar a aquell dia! Moshi ano hi ni kaeretara (もしあの日に帰れたら) | 23 de febrer de 2011   | 24 de febrer de 2012       |
| |                                                                                    |                        |                            |
| 16 | Déus i peons Kami to koma (神と駒)                                                 | 18 de març de 2011     | 2 de març de 2012          |
| |                                                                                    |                        |                            |
| 17 | Escòria Gomi (塵芥)                                                                | 18 de març de 2011     | 9 de març de 2012          |
| |                                                                                    |                        |                            |
| 18 | Només vull que visquis! Tada ikite hoshii (ただ生きてほしい)                       | 20 d'abril de 2011     | 16 de març de 2012         |
| |                                                                                    |                        |                            |
| 19 | L'espasa superior Kokō no ken (孤高の剣)                                           | 20 d'abril de 2011     | 23 de març de 2012         |
| |                                                                                    |                        |                            |
| 20 | La presó de somnis Yume no Rōgoku (夢の牢獄)                                       | 18 de maig de 2011     | 30 de març de 2012         |
| |                                                                                    |                        |                            |
| 21 | Més enllà del somni! Yume no Saki Ni (夢の先に)                                    | 18 de maig de 2011     | 6 d'abril de 2012          |
| |                                                                                    |                        |                            |
| 22 | El camí difícil Taigi no michi (大義の道)                                          | 22 de juny de 2011     | 13 d'abril de 2012         |
| |                                                                                    |                        |                            |
| 23 | L'espasa sagrada Seiken (聖剣)                                                     | 22 de juny de 2011     | 20 d'abril de 2012         |
| |                                                                                    |                        |                            |
| 24 | L'hora de la batalla sagnant Kessen no toki (血戦の時)                             | 20 de juliol de 2011   | 27 d'abril de 2012         |
| |                                                                                    |                        |                            |
| 25 | Fa moltes llunes Ikuseisou (幾星霜)                                                | 20 de juliol de 2011   | 4 de maig de 2012          |
| |                                                                                    |                        |                            |
| 26 | Sigues fidel a tu mateix Omae rashiku are (お前らしくあれ)                         | 20 de juliol de 2011   | 11 de maig de 2012         |
| |                                                                                    |                        |                            |